# Nästansjö
Nästansjö (südsamisch Neasna) ist ein Ort (Småort) in der schwedischen Provinz Västerbottens län und der historischen Provinz Lappland.
Der Ort der Gemeinde Vilhelmina liegt etwa 30 Kilometer nördlich von deren Hauptort Vilhelmina. Durch Nästansjö führt der sekundäre Länsväg AC 1083. Ein weiterer Länsväg, AC 1084, zweigt hier ab. Der Ort Nästansjö liegt am gleichnamigen See Nästansjö. Der nächstgelegene Bahnhof an der Inlandsbahn ist die etwa zwölf Kilometer entfernte Station Volgsele.